# Pretorij
Latinski izraz praetorium ali prœtorium ali pretorij je prvotno pomenil generalov šotor v rimskem kastrumu, kastelu ali taboru. Izvira iz imena enega glavnih rimskih magistratov. Pretor, latinsko praetor, vodja, je bil prvotno naslov za najvišje uvrščenega javnega uslužbenca v rimski republiki, bil je najvišji predstavnik sodne oblasti ali višji uradnik, izvoljen za eno leto, nato je postal to položaj neposredno pod konzulom.
V šotoru naj bi se sestajal generalov vojni svet, s čimer je postal upravno-pravno pomemben, ki so ga poznali potem tudi v bizantinskem cesarstvu, kjer je bil pretorij (praitōrion) prebivališče mestnega guvernerja. Izraz je bil uporabljen tudi za sedež cesarja in druge velike stanovanjske objekte ali palače. Ime so uporabljali tudi za pretorski tabor in pretorske čete v Rimu. Generalova straža je bila znana kot cohor praetoriae, iz njih se je razvila pretorska straža, cesarjeva telesna straža.

## Opis
Zaradi zelo razširjene uporabe besede pretorij je opisovanje lahko težavno. Lahko je velika stavba, stalni ali celo prenosni šotor. Pretorij je v grščini 'skupni hodnik', 'sodna dvorana' in/ali 'Pilatova hiša'.

### Zunanjost
Pretorij je nastal kot častniški prostor, ki je bil lahko pod šotorom, pogosto zelo velikim. Pomemben vidik zasnove pretorija ni simetrija, temveč sorazmerje med posameznimi deli.  Zgrajen je bil okoli dveh odprtih dvorišč, ki ustrezata atriju in peristilu rimske hiše. Večina pretorijev je bila na območju v okolici, namenjena za vadbo vojakov. Območje pred kampom so zasedli šotori, v katerih so bili nastanjeni voditelji vojakov.  Zgrajeni so bili iz opeke, prekrite z mavcem, imeli so številne oboke in stebre.

### Notranjost
V pretoriju, ki je bil na namensko določenih območjih, so lahko rimski uradniki opravljali uradne postopke.  V njem so bile običajno prikazane informacije o sportulae (programu pristojbin in davkov) v regiji, vrezane neposredno v zidove njegovih glavnih javnih prostorov, ki so bili pogosto v bližini urada finančnega prokurista. 

## Povezava z Biblijo
V Novi zavezi se pretorij nanaša na palačo Poncija Pilata, rimskega prefekta Judeje, za katero verjamejo, da je bila v eni od stanovanjskih palač, ki jih je zgradil Herod Veliki zase v Jeruzalemu in je bila v tistem času tudi rezidenca njegovega sina, kralja Heroda II.  Po Novi zavezi je bil Jezus Kristus tukaj zaslišan in obsojen na smrt.  Sveto pismo omenja pretorij kot "skupno dvorano",  "guvernerjevo hišo", "sodno dvorano", "Pilatovo hišo" ali "palače". Apostol Pavel se je zadrževal v Herodovem pretoriju.